# 陆希声
陆希声（9世纪—895年），字鸿磬，自号君阳遁叟（一称君阳道人）。中国唐朝官员，唐昭宗年间短暂拜为宰相。

## 家世
陆希声生年不详，為吳郡陸氏太尉枝，祖上多代为官。五世祖陆元方为武周宰相，高伯祖陆象先为唐睿宗和唐玄宗宰相。陆希声的高祖父为工部尚书陆景融。祖父陆孟儒，官至苏州司士参军。父陆翱，没有仕官记载。

## 早期仕途
陆希声博学，善作文，精通《易经》、《春秋》、《老子》，论著甚多，主张儒道合一。曾评价已故太子校书郎李观和被认为与李观不相上下的韩愈：“李观尚文辞，所以文辞胜于说理；韩愈尚思辨，所以说理胜于文辞。即使韩愈老了，也终究不能胜过李观的文辞；即使李观比韩愈后死，也不能达到韩愈的思辨。”曾为岭南从事，在洪州石亭观音院遇到仰山大师（法名慧寂，号仰山），成为其门人，并被其称赞为门人之首。大约大中七年（853年），陆希声辞别大师。咸通初年，商州刺史郑愚表他为属僚。离职后去东平辞别仰山大师，隐居于义兴。久后，于乾符初年被召为右拾遗。当时贪腐官员掌权，连年歉收，以汴州、宋州最为严重。陆希声见州县凋敝，上言谨防盗贼。次年，如其所警，农民变军王仙芝发起大规模民变。陆希声曾在襄州，应香严大师门人所请为香严大师作碑文，有“仰山龙从於江西，大安（大师）雨聚於闽越，香严霰於南阳”语。累次升官至歙州刺史。陆希声曾教僧人蛩光双钩写字法，后来蛩光进入长安为翰林供奉，而陆希声尚未显达，就写诗给蛩光，即《寄蛩光上人》：“笔下龙蛇似有神，天池雷雨变逡巡。寄言昔日不龟手，应念江湖洴澼人。”蛩光为其所感，推荐陆希声。昭宗闻其名，召为给事中。景福年间，曾对尚书郎颜荛说：“颜公（颜上人，名薛茂圣）从荆门来拜访我，兴尽而去。无以赠其行，请用知交赋送别。”颜荛应其命，并另写一卷送别，陆希声为其作序。

## 拜相前后
乾宁二年（895年）正月，昭宗任陆希声为户部侍郎、同平章事。但陆希声在相位无所作为。三月，应仰山大师门人光昧所请，抱病为仰山大师撰塔铭。四月，罢为太子少师。七月，昭宗因为凤翔节度使李茂贞和静难节度使王行瑜所攻，从长安出逃到秦岭，陆希声带病随驾，出奔期间去世，赠尚书左仆射，谥文。

## 著作
- 《周易传》二卷，《全唐文》收录有《周易传序》，作于右拾遗任上，共十篇。另作易图、指说、释变、微旨、易经文字古今谬误撰证各一卷
- 《春秋通例》三卷[13]，传至清朝只余一卷[14]
- 《道德经传》四卷[15]，《全唐文》收录有《道德真经传序》
- 《李观集》三卷，《全唐文》收录有《唐太子校书李观文集序》，作于大顺元年（890年）十月，时陆希声已为给事中
- 《颐山诗》（或名《颐山录》《颐山录诗》）一卷[16][17]
- 《传》十三卷[18]
- 《北户杂录》三卷[19]，《全唐文》收录有《北户录序》，时陆希声为右拾遗、内供奉
- 《君阳遁叟山集记》一卷[20]
- 《仰山通智大师塔铭》
- 陆龟蒙碑文[21]
- 《山居（一作房）即事二首》
- 《阳羡杂咏十九首》
- 《寄蛩光上人》
- 《梅花坞》诗，见于明朝杨慎《乐府诗话》卷09

## 子孙
- 陆恕
- 陆崇
- 陆惎，符宝郎
- 陆愿，左司郎中
  - 陆德方
  - 陆德舆，义乌、桐庐尉
  - 陆德邻，库部员外郎
  - 陆德谦
  - 陆德休，越州法曹参军
  - 陆德昭
- 陆愬
- 陆嵩，秘书省校书郎

有一孙陆德迁，五代末年避乱居住于抚州金溪。陆德迁五世孙陆贺。陆贺有六子，長子陸九思、次子陸九敘、第三子陸九皋，第四子陆九韶，第五子陆九龄，第六子陆九渊。